# 中沼信一郎
中沼 信一郎（なかぬま しんいちろう、1873年（明治6年）4月8日 – 1919年（大正8年）7月10日）は、日本の衆議院議員（立憲政友会）。弁護士。

## 経歴
京都府に中沼清蔵の長男として生まれ、祖父で学習院講師を務めた中沼了三の跡を継いだ。1903年（明治36年）、京都帝国大学法科大学独法科を卒業し、司法官試補、神戸地方裁判所検事代理となった。翌年、辞して京都に弁護士を開業。1907年（明治40年）、横浜市助役に就任した。翌年に辞した後は横浜で弁護士の業務に従事した。
1908年（明治41年）、第10回衆議院議員総選挙に祖父の出身地である隠岐選挙区から出馬し、当選を果たした。